# لوئیس هلندر
لوئیس هلندر (انگلیسی: Lewis E. Hollander Jr.؛ زادهٔ ۶ ژوئن ۱۹۳۰) فیزیک‌دان و مولف اهل ایالات متحده آمریکا است.